# Confort (Ain)
Confort és un municipi francès situat al departament de l'Ain i a la regió d'Alvèrnia-Roine-Alps. L'any 2007 tenia 515 habitants.

## Demografia

### Població
El 2007 la població de fet de Confort era de 515 persones. Hi havia 188 famílies de les quals 56 eren unipersonals (24 homes vivint sols i 32 dones vivint soles), 60 parelles sense fills i 72 parelles amb fills.
La població ha evolucionat segons el següent gràfic:
Habitants censats

### Habitatges
El 2007 hi havia 223 habitatges, 194 eren l'habitatge principal de la família, 23 eren segones residències i 6 estaven desocupats. 183 eren cases i 38 eren apartaments. Dels 194 habitatges principals, 151 estaven ocupats pels seus propietaris, 39 estaven llogats i ocupats pels llogaters i 4 estaven cedits a títol gratuït; 15 tenien dues cambres, 23 en tenien tres, 61 en tenien quatre i 95 en tenien cinc o més. 168 habitatges disposaven pel capbaix d'una plaça de pàrquing. A 74 habitatges hi havia un automòbil i a 104 n'hi havia dos o més.

### Piràmide de població
La piràmide de població per edats i sexe el 2009 era:
| Homes | Edats   | Dones |
| ----- | ------- | ----- |
| 0     | 95 o +  | 12    |
| 0     | 90 a 94 | 4     |
| 4     | 85 a 89 | 28    |
| 4     | 80 a 84 | 16    |
| 8     | 75 a 79 | 20    |
| 8     | 70 a 74 | 16    |
| 16    | 65 a 69 | 12    |
| 8     | 60 a 64 | 8     |
| 16    | 55 a 59 | 12    |
| 20    | 50 a 54 | 28    |
| 8     | 45 a 49 | 4     |
| 20    | 40 a 44 | 12    |
| 12    | 35 a 39 | 24    |
| 20    | 30 a 34 | 16    |
| 16    | 25 a 29 | 12    |
| 12    | 20 a 24 | 4     |
| 16    | 15 a 19 | 4     |
| 24    | 10 a 14 | 16    |
| 16    | 5 a 9   | 16    |
| 0     | 0 a 4   | 8     |

## Economia
El 2007 la població en edat de treballar era de 314 persones, 235 eren actives i 79 eren inactives. De les 235 persones actives 227 estaven ocupades (119 homes i 108 dones) i 8 estaven aturades (6 homes i 2 dones). De les 79 persones inactives 37 estaven jubilades, 18 estaven estudiant i 24 estaven classificades com a «altres inactius».

### Ingressos
El 2009 a Confort hi havia 185 unitats fiscals que integraven 419 persones, la mediana anual d'ingressos fiscals per persona era de 20.427 €.

### Activitats econòmiques
Dels 14 establiments que hi havia el 2007, 1 era d'una empresa de fabricació d'elements pel transport, 2 d'empreses de fabricació d'altres productes industrials, 6 d'empreses de construcció, 1 d'una empresa de comerç i reparació d'automòbils, 2 d'empreses d'hostatgeria i restauració i 2 d'empreses classificades com a «altres activitats de serveis».
Dels 5 establiments de servei als particulars que hi havia el 2009, 3 eren guixaires pintors, 1 electricista i 1 empresa de construcció.
L'únic establiment comercial que hi havia el 2009 era una botiga de menys de 120 m².
L'any 2000 a Confort hi havia 7 explotacions agrícoles.

## Equipaments sanitaris i escolars
El 2009 hi havia una escola elemental.

## Poblacions més properes
El següent diagrama mostra les poblacions més properes.